# Biblioteca Pública Provincial de Jaén
La Biblioteca Pública Provincial de Jaén, también llamada Casa de la Cultura, es una biblioteca que opera para toda la provincia de Jaén, y situada en la ciudad de Jaén, como capital provincial. La institución fue creada por Real Orden de 7 de agosto de 1895, en la que se concedía su gestión al Cuerpo Facultativo de Archiveros, Bibliotecarios y Anticuarios; en la actualidad queda integrada dentro del Sistema Andaluz de Bibliotecas y del Sistema Español de Bibliotecas.
La primera sede se dispuso en un inmueble del siglo XVII emplazado en el número 5 de la actual calle Compañía. Debido a su estado de ruina, a mediados de los años 60 del siglo XX, se decidió su traslado a otro emplazamiento en la calle Julio Ángel, que acogió una parte de sus fondos; otra parte de éstos fueron alojados en el entonces Museo Provincial de Bellas Artes. Desde 1973 la Biblioteca Pública Provincial se ubica en su emplazamiento actual, un edificio moderno situado en el número 1 de la calle Santo Reino, y anexo a la Casa Sindical; compartió instalaciones con el Archivo Histórico Provincial hasta finales de la década de 1980. La titularidad es estatal, si bien la Junta de Andalucía tiene transferida la gestión técnica y administrativa de la institución.